# Głuszyca (gmina)
Głuszyca est une gmina mixte du powiat de Wałbrzych, Basse-Silésie, dans le sud-ouest de la Pologne, sur la frontière avec la République tchèque. Son siège est la ville de Głuszyca, qui se situe environ 13 km au sud-est de Wałbrzych, et 69 km au sud-ouest de la capitale régionale Wrocław.
La gmina couvre une superficie de 61,92 km2 pour une population de 9 318 habitants.

## Géographie
La gmina est bordée par la ville de Jedlina-Zdrój et les gminy de Mieroszów, Nowa Ruda et Walim. Elle est également frontalière de la République tchèque.
Outre Głuszyca, on compte plusieurs villages dont : Głuszyca Górna, Grzmiąca, Kolce, Łomnica et Sierpnica